# Apeadero de Miguel Pais
El Apeadero de Miguel Pais, originalmente conocido como Apeadero de Miguel Paes, fue una plataforma de la Línea del Alentejo, situada en la ciudad de Barreiro, en Portugal.

## Historia
Se encontraba en el tramo entre Barreiro y Bombel, que entró en explotación el 15 de junio de 1857.
En 1913, era utilizado por algunos de los convoyes que unían las estaciones de Barreiro y de Barreiro-A.